# Zubní laboratoř
Zubní laboratoř je zdravotnické zařízení, v Česku povětšinou již nestátní, vyrábějící pro lékaře stomatology zubní náhrady, tzv. protetiku. K zajištění této výroby je nutné laboratoř vybavit mnoha přístroji, které se od sebe liší především technologií, kterou je náhrada zhotovována. V zubní laboratoři se donedávna vyráběla a stále zhotovuje protetika převážně z drahokovových, chromkobaltových a chromniklových slitin. Ty jsou určeny ke konstrukcím, které se pak následně fasetují několika druhy pryskyřic. Moderním materiálem ve stomatologické branži, se kterou zubní laboratoře pracují, je keramika.